# Tommy Nohilly
Tommy Nohilly (* 15. September 1968) ist ein US-amerikanischer Schauspieler und Dramatiker.

## Leben
Nohilly ist ehemaliges Mitglied der United States Navy und arbeitete anschließend während seines Politikwissenschaft-Studiums an der New York University in verschiedenen Berufen. Während seiner Marine Corps-Zeit schrieb er 1986 privat erste Stücke. Seit er 1997 das Stück Gänsehaut von Mike Leigh im Theater sah, ist er großer Fan der The New Group. 2006 schloss er das Abschlussprogramm für Dramatik an der Columbia University ab. Seine Diplomarbeit war das Stück Blood From A Stone, dass er bei der The New Group abgab. Nach der Uraufführung 2004 wurde das Stück in verschiedenen Theater in den USA aufgeführt.
2001 begann er seine Schauspiellaufbahn durch Nebenrollen in den Spielfilmen Inside a Skinhead und Campfire Stories. Im selben Jahr wirkte er in einer Episode der Fernsehserie Law & Order mit. Größere Nebenrollen hatte er 2008 in Auf der Jagd nach der Monster Arche oder 2016 im Western In a Valley of Violence. Seit 2020 verkörpert er in der Fernsehserie For Life die Rolle des Trammell. 2010 spielte er in Knight and Day an der Seite von Tom Cruise und Cameron Diaz. 

## Filmografie
- 2001: Inside a Skinhead
- 2001: Campfire Stories
- 2001: Law & Order (Fernsehserie, Episode 12x03)
- 2002: XX/XY
- 2002: Third Watch – Einsatz am Limit (Third Watch) (Fernsehserie, Episode 3x12)
- 2003: Sucker Punch
- 2003: Law & Order (Fernsehserie, Episode 14x04)
- 2007: Die Liebe in mir (Reign Over Me)
- 2008: The Cult of Sincerity
- 2008: Auf der Jagd nach der Monster Arche (Monster Ark) (Fernsehfilm)
- 2010: Knight and Day
- 2012: The Discoverers
- 2013: Boardwalk Empire (Fernsehserie, Episode 4x01)
- 2014: Deadbeat (Fernsehserie, Episode 1x03)
- 2015: #Lucky Number
- 2015: Unfiltered (Fernsehserie)
- 2016: In a Valley of Violence
- 2017: Mindhunter (Fernsehserie, Episode 1x02)
- 2017: Wonder Wheel
- 2019: The Marvelous Mrs. Maisel (Fernsehserie, Episode 3x05)
- seit 2020: For Life (Fernsehserie)